# Black and Tans

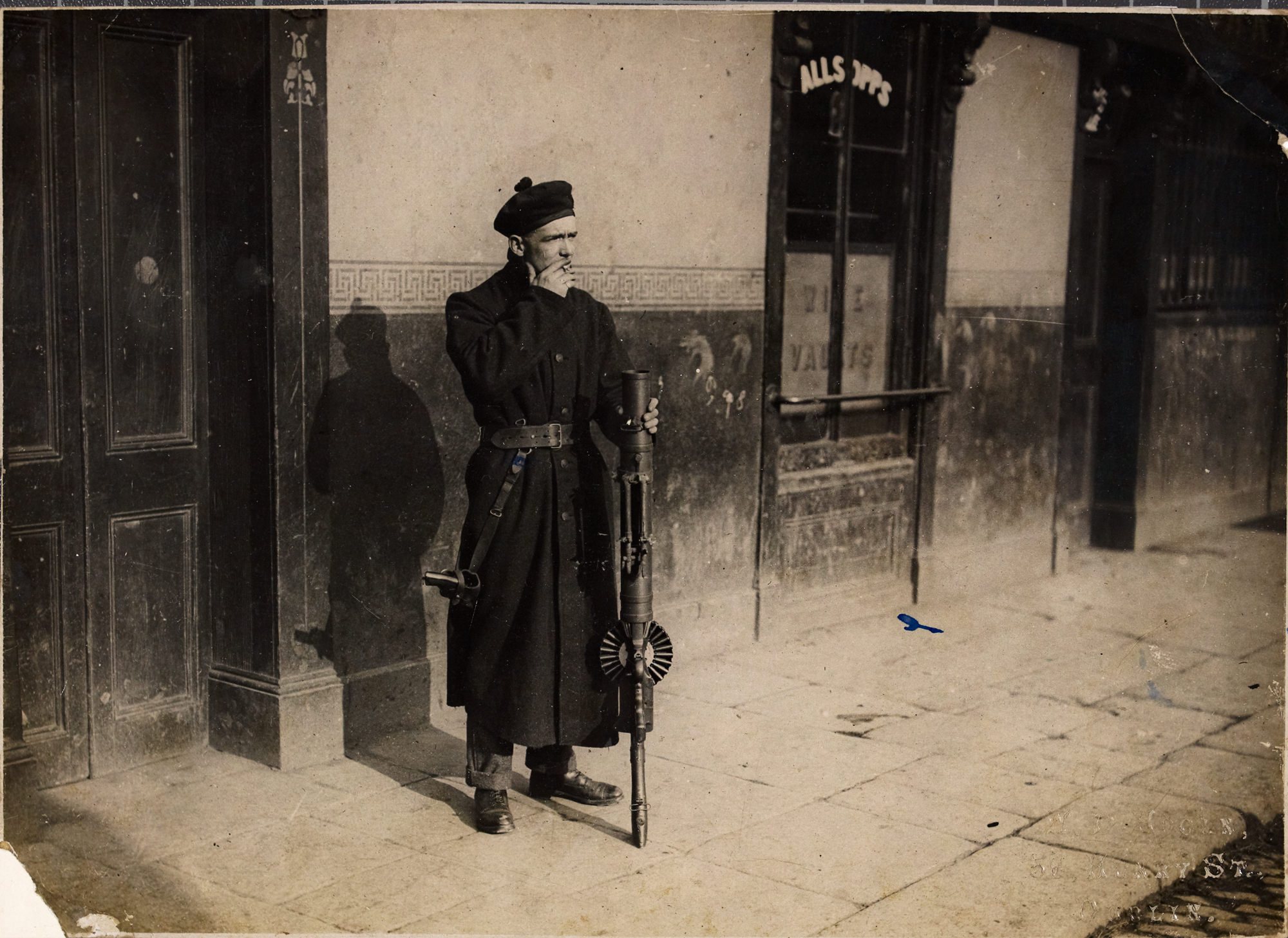
Ein Black and Tan in Dublin, Februar 1921

Die Black and Tans (irisch na Dúchrónaigh), offiziell Royal Irish Constabulary Special Reserve, war eine von zwei paramilitärischen Gruppen in Irland von 1920 bis 1921. Offiziell gehörten die Black and Tans – wie auch die zweite Gruppe, die Auxiliary Division – der Royal Irish Constabulary an, tatsächlich agierten sie aber nahezu eigenständig. Beide Gruppen dienten zur Unterdrückung und Bekämpfung von Sinn Féin und der Irish Republican Army (IRA) und übten pro-britischen Staatsterrorismus aus.

## Hintergrund
Aus Protest gegen die britische Herrschaft in Irland besetzten an Ostern 1916 bewaffnete irische Nationalisten einige Gebäude in der Innenstadt von Dublin. Der sogenannte Osteraufstand wurde niedergeschlagen und seine Anführer hingerichtet. Bei der Wahl von 1918 errang die nationalistische Partei Sinn Féin (Wir selbst) eine große Mehrheit.
1919 begann die IRA den Irischen Unabhängigkeitskrieg, und Sinn Féin proklamierte ein unabhängiges Irland. 1921 erhielten Unionisten in Ulster durch den Anglo-Irischen Vertrag und die Home Rule (1920) die Möglichkeit, sechs Grafschaften im Nordosten der irischen Insel vom neu gegründeten irischen Freistaat auszuschließen.

## Black and Tans
Im Januar 1920 startete die britische Regierung eine Rekrutierungskampagne für „Männer, die bereit sind, eine harte und gefährliche Aufgabe zu übernehmen“, um die irische Polizeieinheit Royal Irish Constabulary (RIC) im zunehmend anti-britischen Irland zu unterstützen. Diese Regierungskampagne war eine Kopfgeburt Winston Churchills, der zu dieser Zeit britischer Kriegsminister war.
Wie sich herausstellte, gab es keinen Mangel an Rekruten. Viele der Bewerber waren Veteranen aus dem Ersten Weltkrieg. Im November 1921 umfassten die Black and Tans ungefähr 9.500 Mann. Diese große Anzahl an Männern führte recht schnell zu einer Knappheit an RIC-Uniformen, so dass neue Rekruten mit khaki Armee-Uniformen (in der Regel nur die Hosen) und dunkelgrünen RIC- oder blauen britischen Polizeiuniformen ausgerüstet wurden. Diese Farbmischung führte zu dem Spitznamen „Black and Tans“ (wörtlich übersetzt: Schwarze und Braune), eine Anlehnung an eine bekannte Meute von Jagdhunden aus der Grafschaft Limerick. Der Name blieb auch dann erhalten, als die Gruppe vollständige Uniformen erhielt.
Die neuen Rekruten erhielten innerhalb von drei Monaten eine oberflächliche Grundausbildung und wurden danach zügig in RIC-Kasernen verlegt (meist nach Dublin, Munster oder ins westliche Connacht). Die erste Gruppe erreichte Irland am 25. März 1920.
Mitglieder der Black and Tans erhielten den (recht guten) Sold von 10 Schilling am Tag sowie volle Kost und Unterkunft. Trotz minimaler Polizeiausbildung war ihre Hauptaufgabe die Stärkung der militärischen Macht der Polizeiposten, indem sie als Wachen und Eskorten dienten, reguläre Einheiten verstärkten und Menschenansammlungen unter Kontrolle hielten. Aufgrund dieser Tätigkeiten wurden sie von der irischen Bevölkerung als Besatzungstruppe angesehen. Schnell „erarbeiteten“ sie sich den Ruf als brutale Schläger, da der Kampf der RIC gegen IRA und Sinn Féin zunahm und Vergeltungsmaßnahmen der Polizeitruppen aufgrund von IRA-Attacken durch die Regierung stillschweigend geduldet wurden. Viele Gräueltaten, die den Black and Tans zugeschrieben werden, wurden aber höchstwahrscheinlich von der noch brutaler vorgehenden Auxiliary Division verübt. Die meisten irischen Republikaner machten keinen Unterschied zwischen den Gruppen und nutzen den Begriff „Black and Tans“ für die Untaten beider Einheiten.
Über ein Drittel der Black and Tans starb oder verließ die Einheit, bevor die Gruppe (zusammen mit dem Rest der Royal Irish Constabulary) 1922 aufgelöst wurde – eine sehr hohe Quote. Die Black and Tans sowie die Auxiliary Division waren auch unter dem Namen Tudor’s Toughs (Tudors rauhe Kerle) bekannt; benannt nach dem Polizeikommandanten Major-General Sir Henry Hugh Tudor.
Im Sommer 1920 zerstörten die Black and Tans ganze Städte und Dörfer Irlands, u. a.: Tuam im County Galway, Trim, Balbriggan, Knockcroghery, Thurles, Templemore, Tralee. Die Innenstadt von Cork wurde niedergebrannt. Es wurde nur wenig Wert darauf gelegt, Gesetz und Ordnung aufrechtzuerhalten, primär ging es um die Vernichtung irischer Separatisten. Andererseits machten einige britische Politiker sowie der König Georg V. keinen Hehl aus ihrer Abneigung gegen das brutale Vorgehen der „königlichen“ Gruppen, die durch internationale Schlagzeilen das Ansehen Großbritanniens schädigten. Aufgrund dieser übereinstimmenden Meinung an der Bösartigkeit ihres Vorgehens und den Gräueltaten, die von ihnen begangen wurden, kochen noch heute die Gefühle bei vielen Iren hoch, wenn die Black and Tans zur Sprache kommen. „Black and Tan“ oder „Tan“ ist noch heute ein abfälliger Begriff für Engländer in Irland. Der Irische Unabhängigkeitskrieg wird von modernen irischen Republikanern oft auch „Tan War“ genannt.

## Bier und Musik
Black and Tan ist auch der Name eines populären Getränks, bei dem auf Bass Ale oder Harp Lager (braun) noch Guinness (schwarz) gefüllt wird. Weiterhin sind die Black and Tans auch Inhalt des traditionellen Folk-Songs „(Come Out Ye) Black and Tans“. In dem Lied „Rifles of the IRA“ werden sie ebenfalls erwähnt.

## Filme
- Der Spielfilm The Wind That Shakes the Barley des englischen Regisseurs Ken Loach nimmt die Massaker der Black and Tans zum Ausgangspunkt für seine Darstellung des irischen Befreiungskampfes. Er erhielt dafür die Goldene Palme der Filmfestspiele von Cannes 2006.
- 1941 kamen die Black and Tans in dem deutschen Propagandafilm „Mein Leben für Irland“ vor, allerdings nur zu Beginn.
- Shake Hands with the Devil (deutscher Synchrontitel Ein Händedruck des Teufels, USA 1959, Regie: Michael Anderson), mit James Cagney als IRA-Führer.